# Nati nel 1935/Maggio
| Questa pagina contiene informazioni ricavate automaticamente dalle voci biografiche con l'ausilio del template Bio e di un bot. L'aggiornamento è periodico e automatico e ricostruisce completamente la pagina. Se manca una persona in questa lista, sei pregato di non aggiungerla, ma accertati piuttosto che la sua voce biografica contenga il template Bio e che i dati anagrafici siano correttamente compilati. Se il template Bio manca, inseriscilo tu stesso o, in alternativa, metti l'avviso {{tmp\|Bio}} che ne segnala la mancanza. Se i dati riportati sono sbagliati, correggi direttamente la voce biografica; le modifiche saranno visibili in questa lista entro pochi giorni. Per chiarimenti vedi il progetto biografie. La lista contiene solo le 184 persone che sono citate nell'enciclopedia e per le quali è stato implementato correttamente il template Bio. Pagina aggiornata al 18 lug 2025. |

- 1º maggio - Julian Mitchell, drammaturgo e sceneggiatore inglese
- 1º maggio - Ugo Signorini, artista e pittore italiano († 1999)
- 2 maggio - Tony Cauchi, calciatore e allenatore di calcio maltese († 2020)
- 2 maggio - Faysal II d'Iraq, re iracheno († 1958)
- 2 maggio - Lance LeGault, attore statunitense († 2012)
- 2 maggio - Fernando Lopes, regista portoghese († 2012)
- 2 maggio - Pál B. Nagy, ex schermidore ungherese
- 2 maggio - Eddy Pauwels, ciclista su strada belga († 2017)
- 2 maggio - John Van Seters, storico, biblista e orientalista canadese († 2025)
- 2 maggio - Luis Suárez, calciatore e allenatore di calcio spagnolo († 2023)
- 3 maggio - Antonio Schenatti, fondista italiano († 2004)
- 4 maggio - Italo Carminati, calciatore italiano († 2011)
- 4 maggio - Giancarlo Padoan, doppiatore italiano († 2022)
- 4 maggio - José Sanfilippo, ex calciatore argentino
- 4 maggio - Gábor Arpad Somorjai, chimico ungherese († 2025)
- 5 maggio - Katalin Bárány, cestista ungherese († 2000)
- 5 maggio - Maria Pia Casilio, attrice italiana († 2012)
- 5 maggio - Giuseppe Crippa, imprenditore italiano († 2025)
- 5 maggio - Luigi De Rosso, marciatore e allenatore di atletica leggera italiano († 2020)
- 5 maggio - Piero Guccione, pittore, incisore e illustratore italiano († 2018)
- 5 maggio - Coby Lubliner, ingegnere e scrittore polacco
- 5 maggio - Douglas Marland, autore televisivo e attore statunitense († 1993)
- 5 maggio - Bernard Pivot, conduttore televisivo e critico letterario francese († 2024)
- 6 maggio - Luigi Leoni, attore italiano († 2024)
- 6 maggio - José María Vidal, calciatore spagnolo († 1986)
- 7 maggio - Sergio Ceccotti, pittore e incisore italiano
- 7 maggio - Ovidio Dallera, storico italiano († 2012)
- 7 maggio - Michael Hopkins, architetto britannico († 2023)
- 7 maggio - Gérard Lefranc, schermidore francese († 2025)
- 7 maggio - Enzo Magnanini, calciatore italiano († 1968)
- 7 maggio - Ecaterina Orb-Lazăr, ex schermitrice rumena
- 7 maggio - Giammaria Visconti di Modrone, nobile e imprenditore italiano († 2015)
- 8 maggio - Jack Charlton, calciatore e allenatore di calcio inglese († 2020)
- 8 maggio - Peter Connolly, storico e illustratore britannico († 2012)
- 8 maggio - Elisabetta di Danimarca, principessa danese († 2018)
- 8 maggio - Salome Jens, attrice statunitense
- 8 maggio - Carlo Lima, attore italiano († 2018)
- 8 maggio - Jerry Moss, imprenditore statunitense († 2023)
- 8 maggio - Gregorio Peralta, pugile argentino († 2001)
- 9 maggio - Alfredo Brasioli, fumettista, illustratore e pittore italiano († 2016)
- 9 maggio - Roger Hargreaves, scrittore e illustratore britannico († 1988)
- 9 maggio - Rosy Mazzacurati, attrice italiana († 2020)
- 9 maggio - Claudio Pellegrini, fisico italiano
- 9 maggio - Halina Poświatowska, poetessa polacca († 1967)
- 9 maggio - Alfredo Strambi, politico italiano
- 10 maggio - Moreno Martini, ostacolista italiano († 2009)
- 10 maggio - Massimo Righi, attore italiano († 1983)
- 10 maggio - Salvatore Sechi, funzionario italiano († 2015)
- 10 maggio - Larry Williams, cantante, compositore e pianista statunitense († 1980)
- 11 maggio - Ludgarda Buzek, politica, chimica e ingegnere polacca
- 11 maggio - Francesco Cocco, architetto e artista italiano († 2017)
- 11 maggio - Dick Leitsch, attivista statunitense († 2018)
- 11 maggio - Doug McClure, attore statunitense († 1995)
- 11 maggio - Renzo Moschini, scrittore e politico italiano
- 11 maggio - Stuart O'Connell, vescovo cattolico neozelandese († 2019)
- 12 maggio - Hüseyin Alp, cestista e attore turco († 1983)
- 12 maggio - Johnny Bucyk, ex hockeista su ghiaccio canadese
- 12 maggio - Daniel Martín, attore spagnolo († 2009)
- 12 maggio - Gary Peacock, contrabbassista statunitense († 2020)
- 12 maggio - Bruce Voeller, biologo statunitense († 1994)
- 13 maggio - Luciano Benetton, imprenditore, politico e dirigente sportivo italiano
- 13 maggio - Giuseppe Breveglieri, giornalista italiano († 2004)
- 13 maggio - Nigel Butterley, pianista e compositore australiano († 2022)
- 13 maggio - Angelo Colombo, calciatore italiano († 2014)
- 13 maggio - Eckehard Feigenspan, ex calciatore tedesco
- 13 maggio - Jan Saudek, fotografo ceco
- 13 maggio - David Todd Wilkinson, astrofisico e cosmologo statunitense († 2002)
- 14 maggio - Franco Angeli, pittore italiano († 1988)
- 14 maggio - Mel Charles, calciatore gallese († 2016)
- 14 maggio - Roque Dalton, poeta, giornalista e rivoluzionario salvadoregno († 1975)
- 14 maggio - Ivan Milanov Dimitrov, calciatore bulgaro († 2019)
- 14 maggio - Monty Roberts, etologo statunitense
- 14 maggio - Irina Turova, velocista sovietica († 2012)
- 15 maggio - Zvest Apollonio, pittore e scenografo sloveno († 2009)
- 15 maggio - José Araquistáin Aguirregabiria, ex calciatore spagnolo
- 15 maggio - Don Bragg, astista statunitense († 2019)
- 15 maggio - Antonello Branca, regista italiano († 2002)
- 15 maggio - Giancarlo Cecconi, tiratore a segno italiano († 2012)
- 15 maggio - Gustaaf De Smet, ciclista su strada belga († 2020)
- 15 maggio - László Gabányi, cestista ungherese († 1981)
- 15 maggio - Velimir Kalandadze, compositore di scacchi georgiano († 2017)
- 15 maggio - Akihiro Maruyama, comico, attore e doppiatore giapponese
- 15 maggio - Mario Milano, wrestler e attore italiano († 2016)
- 15 maggio - Utah Phillips, cantautore e attivista statunitense († 2008)
- 15 maggio - Gianpiero Zubani, pilota motociclistico italiano († 2003)
- 16 maggio - Franco Bracardi, sceneggiatore, musicista e attore italiano († 2005)
- 16 maggio - Sebastiano Dho, vescovo cattolico italiano († 2021)
- 16 maggio - Yvon Douis, calciatore francese († 2021)
- 16 maggio - Giulia Lanciani, saggista e traduttrice italiana († 2018)
- 16 maggio - Stein Mehren, poeta e romanziere norvegese († 2017)
- 16 maggio - Milan Pančevski, politico jugoslavo († 2019)
- 17 maggio - Mario Alemanno, magistrato e giurista italiano († 2024)
- 17 maggio - Ryke Geerd Hamer, medico tedesco († 2017)
- 17 maggio - Oleg Kutuzov, cestista sovietico († 2025)
- 17 maggio - Dennis Potter, sceneggiatore e giornalista inglese († 1994)
- 18 maggio - Denise O'Connor, ex schermitrice statunitense
- 19 maggio - Giuseppe Caminiti, politico e medico italiano († 2025)
- 19 maggio - Franco Denoth, informatico italiano († 2006)
- 19 maggio - Fritz Rudolf Fries, scrittore e traduttore tedesco († 2014)
- 19 maggio - David Hartman, giornalista statunitense
- 19 maggio - Cecil McBee, contrabbassista statunitense
- 19 maggio - Gian Franco Venè, giornalista e saggista italiano († 1992)
- 19 maggio - Michael Wisher, attore britannico († 1995)
- 20 maggio - Aldo Bernardini, giurista e politico italiano († 2020)
- 20 maggio - Ivan Burigotto, ciclista su strada italiano († 2009)
- 20 maggio - Ezio Cardaioli, allenatore di pallacanestro italiano († 2023)
- 20 maggio - Tiberio Colantuoni, fumettista italiano († 2007)
- 20 maggio - José Mujica, politico e guerrigliero uruguaiano († 2025)
- 20 maggio - Renato Risaliti, storico, scrittore e docente italiano († 2020)
- 20 maggio - Mario Rossi, calciatore italiano († 1998)
- 21 maggio - Mario Arcelli, economista, saggista e politico italiano († 2004)
- 21 maggio - Giorgio Buratti, contrabbassista italiano († 2022)
- 21 maggio - Walter Wink, teologo e biblista statunitense († 2012)
- 22 maggio - Leonardo Del Vecchio, imprenditore italiano († 2022)
- 22 maggio - Kengo Wa Dondo, politico della Repubblica Democratica del Congo
- 22 maggio - Giuseppi Logan, sassofonista statunitense († 2020)
- 22 maggio - Bertil Nyström, ex lottatore svedese
- 22 maggio - Joe Wilson, bobbista statunitense († 2019)
- 22 maggio - Attilio del Giudice, scrittore e pittore italiano
- 23 maggio - Roger Bernardico, calciatore uruguaiano († 2013)
- 23 maggio - Milvio Capovani, matematico, informatico e ingegnere italiano († 2006)
- 23 maggio - Susan Cooper, scrittrice inglese
- 23 maggio - Giorgio Pedrazzi, fumettista italiano († 2018)
- 23 maggio - Jaime Ruiz, ex calciatore peruviano
- 23 maggio - Daniela Walkowiak, ex canoista polacca
- 24 maggio - Gérard Charrière, pittore svizzero
- 24 maggio - Piersanti Mattarella, politico italiano († 1980)
- 24 maggio - Emilio Pianezzola, latinista italiano († 2016)
- 24 maggio - Aldo Rizzo, politico e magistrato italiano († 2021)
- 24 maggio - Giovanni Scuderi, politico italiano
- 25 maggio - Piero Dardanello, giornalista italiano († 2001)
- 25 maggio - Peter Fenwick, medico britannico († 2024)
- 25 maggio - Cookie Gilchrist, giocatore di football americano statunitense († 2011)
- 25 maggio - W. P. Kinsella, scrittore e anglista canadese († 2016)
- 25 maggio - Gusman Kosanov, velocista sovietico († 1990)
- 25 maggio - Victoria Shaw, attrice australiana († 1988)
- 26 maggio - Barbara Sipes, cestista statunitense († 2021)
- 27 maggio - Edson Bispo dos Santos, cestista e allenatore di pallacanestro brasiliano († 2011)
- 27 maggio - Mal Evans, manager e musicista britannico († 1976)
- 27 maggio - Franco Fontanot, calciatore italiano († 2020)
- 27 maggio - Toma Garai, compositore di scacchi rumeno († 2011)
- 27 maggio - Valentino Giacobbi, bobbista e dirigente sportivo italiano († 2020)
- 27 maggio - Ramsey Lewis, compositore e pianista statunitense († 2022)
- 27 maggio - Lee Meriwether, ex modella e attrice statunitense
- 27 maggio - Ferdinando Russo, politico italiano
- 27 maggio - Peter Sasdy, regista ungherese
- 27 maggio - Albert Wiggins, nuotatore statunitense († 2011)
- 28 maggio - Bepi De Marzi, musicista, compositore e direttore di coro italiano
- 28 maggio - Luciano Macías, calciatore ecuadoriano († 2022)
- 28 maggio - Giuseppe Marcucci, ex lottatore italiano
- 28 maggio - Walter Patriarca, scenografo, costumista e pittore italiano
- 28 maggio - Juan Quartarone, allenatore di calcio e calciatore argentino († 2015)
- 28 maggio - Anne Reid, attrice britannica
- 28 maggio - Gianfranco Sardagna, ex cestista italiano
- 28 maggio - Henrik Tamraz, sollevatore iraniano († 1996)
- 28 maggio - Richard Van Allan, basso inglese († 2008)
- 29 maggio - André Brink, scrittore sudafricano († 2015)
- 29 maggio - Ray Charnley, calciatore inglese († 2009)
- 29 maggio - Mario Cipolla, giornalista e critico cinematografico italiano († 2011)
- 29 maggio - Jean-Pierre Escalettes, dirigente sportivo francese
- 29 maggio - Gianfranco Moneta, architetto e urbanista italiano († 2005)
- 29 maggio - Renato Mori, attore, doppiatore e direttore del doppiaggio italiano († 2014)
- 29 maggio - Sylvia Robinson, cantante, produttrice discografica e imprenditrice statunitense († 2011)
- 29 maggio - Bruno Rodzik, calciatore francese († 1998)
- 29 maggio - Roberto Spano, politico italiano
- 30 maggio - Maresa Gallo, attrice italiana
- 30 maggio - Valentino Gasparella, ex pistard e ciclista su strada italiano
- 30 maggio - Henning Helbrandt, calciatore danese († 2010)
- 30 maggio - Ruta Lee, attrice canadese
- 30 maggio - Giordano Mattavelli, calciatore italiano († 2025)
- 30 maggio - Nicola Porcelli, cestista e allenatore di pallacanestro italiano († 2010)
- 30 maggio - Günter Rätz, sceneggiatore, regista e animatore tedesco († 2024)
- 30 maggio - Jim Standen, ex calciatore e crickettista inglese
- 30 maggio - Edoardo Torricella, regista e attore italiano
- 30 maggio - Walter Zastrau, ex calciatore tedesco
- 31 maggio - Moulay Abdellah del Marocco, principe marocchino († 1983)
- 31 maggio - Jim Bolger, politico neozelandese
- 31 maggio - Wolfgang Feneberg, gesuita e teologo tedesco († 2018)
- 31 maggio - María Galiana, attrice spagnola
- 31 maggio - Gottlieb Göller, calciatore e allenatore di calcio tedesco († 2004)
- 31 maggio - Albert Heath, batterista statunitense († 2024)
- 31 maggio - Harry Melrose, calciatore e allenatore di calcio scozzese († 2024)
- 31 maggio - Fulvio Mosca, ex calciatore italiano
- 31 maggio - Rita Vicario, regista italiana († 2012)